# Sintelon Bačka Palanka
Sintelon Bačka Palanka (code BELEX : SNTLM) est une entreprise serbe qui a son siège social à Bačka Palanka, dans la province de Voïvodine. Elle est spécialisée dans les revêtements pour le sol.

## Histoire
Sintelon Bačka Palanka a été créée en 1884 et produisait du fil ; dans les années 1930, elle est devenue l'un des plus gros producteurs de jute de la région. En 1971, la société a commencé à produire des revêtements textiles pour le sol (tapis, moquette) et, en 1979, elle a introduit dans sa gamme des revêtements à base de PVC.
En 1990, Sintelon est devenue une société par actions, majoritairement détenue par des investisseurs privés. En 2002, Sintelon Bačka Palanka a constitué une coentreprise avec son partenaire stratégique, la société française Tarkett SAS, pour former Tarkett Eastern Europe, qui comprend deux sociétés : Tarkett d.o.o. à Bačka Palanka et Tarkett z.a.o., en Russie. En 2006, elle s'est également associée à la société suisse Enia AG ; cette coentreprise est formée de deux sociétés, Enia d.o.o. à Bačka Palanka et Enia o.o.o. à Kalouch en Ukraine. Tarkett SAS possède la majorité du capital du l'entreprise.
Sintelon Bačka Palanka a été admise au libre marché de la Bourse de Belgrade le 18 janvier 2005 et en a été exclue le 18 janvier 2010.

## Activités
La société Sintelon Bačka Palanka est spécialisée dans la production de revêtements de sols. À travers ses filiales et ses projets de coentreprise, elle propose des tapis, des moquettes, du linoleum, du mélaminé et du parquet. La société possède deux filiales. La chaîne Galerija Podova, avec plus de 40 magasins, permet la vente au détail des revêtements de sol en Serbie, au Monténégro et en Bosnie-Herzégovine ; la société Sintelon Rugs d.o.o. produit des tapis tissés industriellement, ainsi que des matériaux bruts utilisés dans la production de revêtements textiles.